# Ngamiland

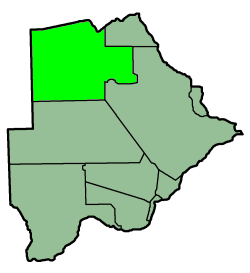
Localisation du Ngamiland selon l'ancien découpage territorial

Le Ngamiland (ou N'Gamiland) est une région historique d'Afrique australe, située dans le delta de l'Okavango au nord-ouest de l'actuel Botswana. Malgré la réforme territoriale de 2001 qui rattache désormais le Ngamiland au District du Nord-Ouest, le terme reste communément utilisé pour désigner ce territoire. 

## Histoire
Décrite par les premiers explorateurs comme une zone de marécages sans grand intérêt, la région est d'abord été négligée par les Britanniques au moment de l'établissement du protectorat du Bechuanaland en 1885. Elle y est pourtant rattachée en 1890 pour la soustraire aux convoitises des Allemands de Namibie.
En 2001, un nouveau découpage territorial réunit le district du Ngamiland et celui de Chobe pour former le District du Nord-Ouest.

## Population
Lors du recensement de 1991, le Ngamiland abritait 94 194 personnes, avec une progression démographique de 3,3 % par an entre 1981 et 1991.